# Akwitan
| System                                 | Oddział    | Piętro   | Wiek (mln lat) |
| -------------------------------------- | ---------- | -------- | -------------- |
| Czwartorzęd                            | Plejstocen | Gelas    | młodsze        |
| Neogen                                 | Pliocen    | Piacent  | 2,58–3,6       |
| Neogen                                 | Pliocen    | Zankl    | 3,6–5,333      |
| Neogen                                 | Miocen     | Messyn   | 5,333–7,246    |
| Neogen                                 | Miocen     | Torton   | 7,246–11,63    |
| Neogen                                 | Miocen     | Serrawal | 11,63–13,82    |
| Neogen                                 | Miocen     | Lang     | 13,82–15,97    |
| Neogen                                 | Miocen     | Burdygał | 15,97–20,44    |
| Neogen                                 | Miocen     | Akwitan  | 20,44–23,03    |
| Paleogen                               | Oligocen   | Szat     | starsze        |
| Podział neogenu według IUGS, luty 2022 |            |          |                |

Akwitan (ang. Aquitanian)
- w sensie geochronologicznym: najstarszy wiek epoki miocenu w erze kenozoicznej, trwający 2,5 miliona lat (od 23,03 do 20,43 mln lat temu). Akwitan jest młodszy od szatu (oligocen) a starszy od burdygału.

- w sensie chronostratygraficznym: pierwsze piętro miocenu, wyższe od szatu a niższe od burdygału. Stratotyp dolnej granicy akwitanu i zarazem dolnej granicy neogenu znajduje się w wiosce Carrosio na północ od Genui (Włochy). Dolną granicę wyznacza pierwsze wystąpienie otwornicy Paragloborotalia kugleri Bolli, 1957.

Nazwa piętra (wieku) pochodzi od prowincji w południowej Francji – Akwitanii.